# Lauterbach (Bergkirchen)

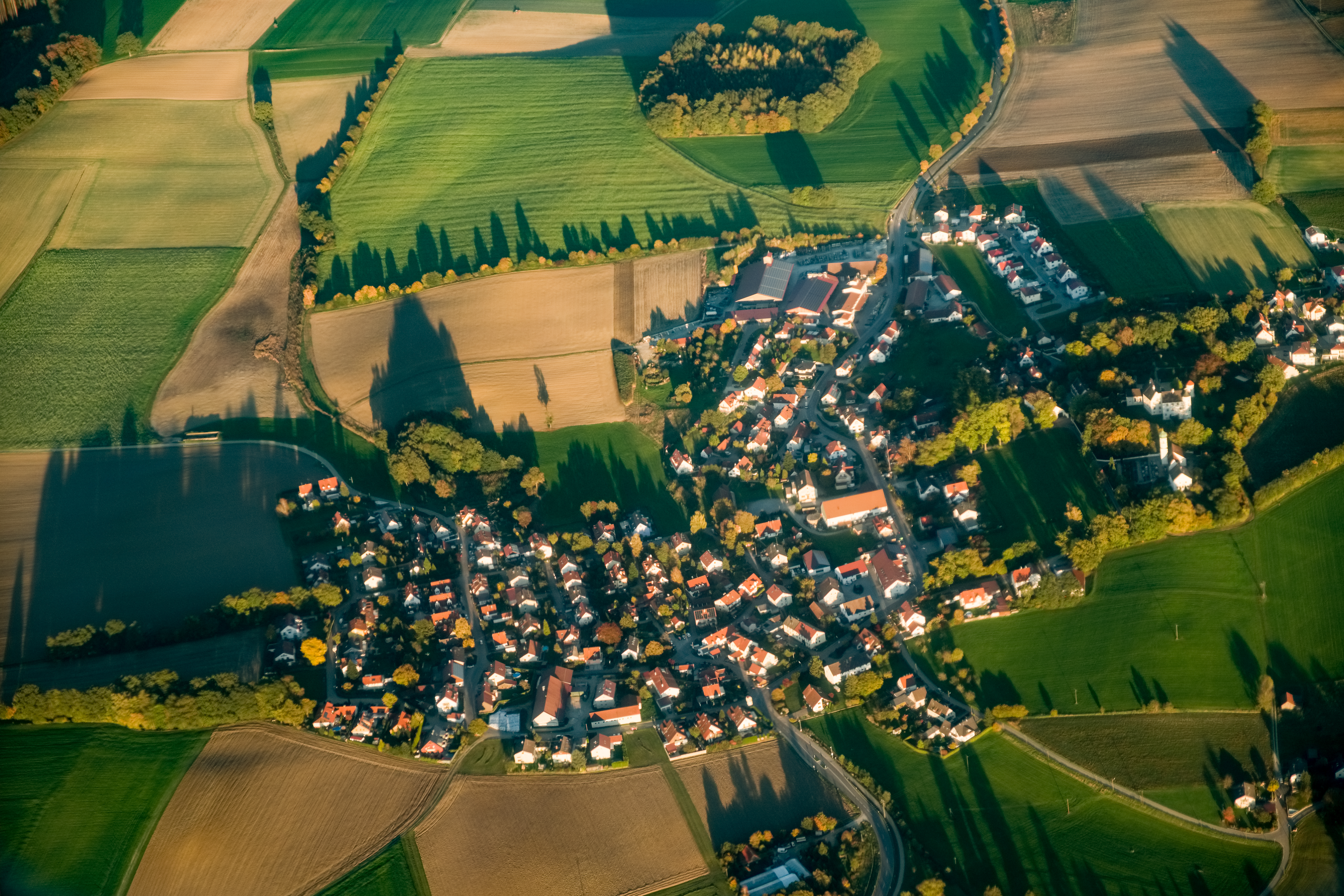
Luftbild, Blick von Westen

Lauterbach ist ein Gemeindeteil der Gemeinde Bergkirchen im Landkreis Dachau (Oberbayern, Bayern).

## Geografie
Das Kirchdorf Lauterbach zählt etwa 800 Einwohner und liegt etwa 10 km westlich der Kreisstadt Dachau an der Hauptstraße Dachau–Einsbach, nördlich der Bundesautobahn 8 München–Augsburg, kurz vor dem Schnittpunkt beider Straßen. Das Ortsbild wird vom Schloss Lauterbach und der St.-Jakobs-Kirche geprägt, welche beide östlich der Ortschaft auf einer Erhöhung liegen. Die Ortschaft liegt auf deutlich erkennbaren Rücken von Moränenhügeln, welche weit in die Ebene nach Westen vorgeschoben ist. Bei Föhn reicht der Blick nach Süden über die Münchner Schotterebenen bis in das Voralpenland.

## Geschichte

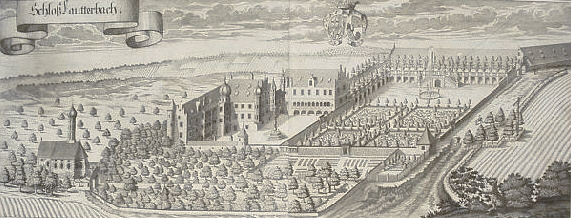
Michael Wening: Schloss Lauterbach

Die erste urkundliche Erwähnung als Hluttrinpah fand um ca. 900 n. Chr. statt. Spätere Erwähnungen sprechen von Lutrinpah, dann Luterbach. Die Geschichte Lauterbachs ist maßgeblich vom Schloss Lauterbach beeinflusst worden. Um ca. 1400 saßen die Dachauer zu Lauterbach auf dem Schloss. Ab 1439 ging das Schloss Lauterbach mit dem dazugehörigen Besitz in das Eigentum der Grafen von Hundt über. Die erste Burg zu Lauterbach wurde während des Dreißigjährigen Krieges von den Schweden zerstört und später wieder aufgebaut. Im frühen 19. Jahrhundert zählte Lauterbach ca. 200 Einwohner, 1901 schon 347 Einwohner. Nach dem Zweiten Weltkrieg stieg die Einwohnerzahl aufgrund der Flüchtlinge bis auf 580 Personen an, welche aber nach und nach wieder abwanderten. Am 1. Mai 1978 wurde Lauterbach in die Großgemeinde Bergkirchen eingegliedert. Im Jahre 2020 hatte der Ortsteil 929 Einwohner.

## Kultur und Sehenswürdigkeiten

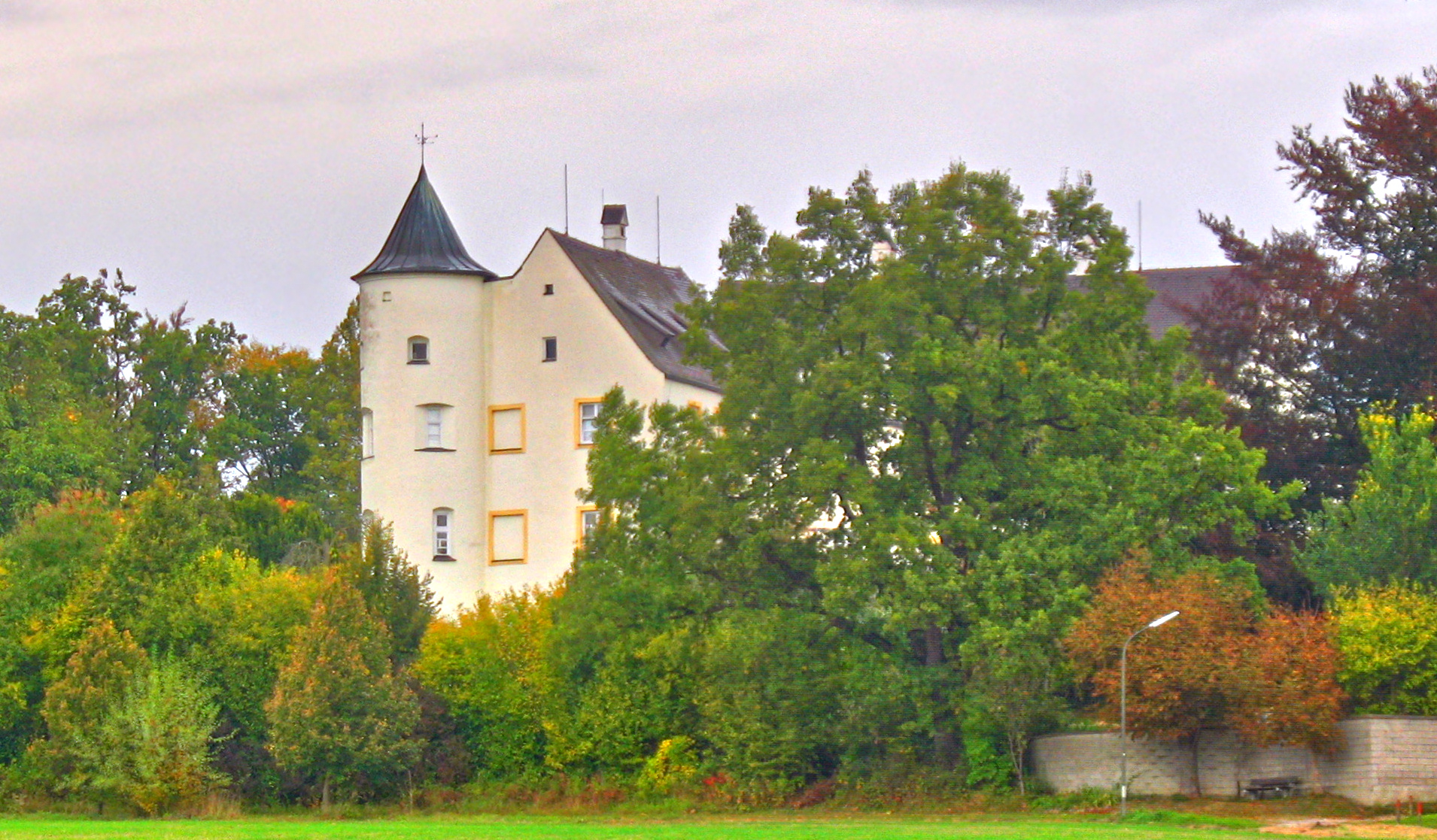
Schloss Lauterbach 2009

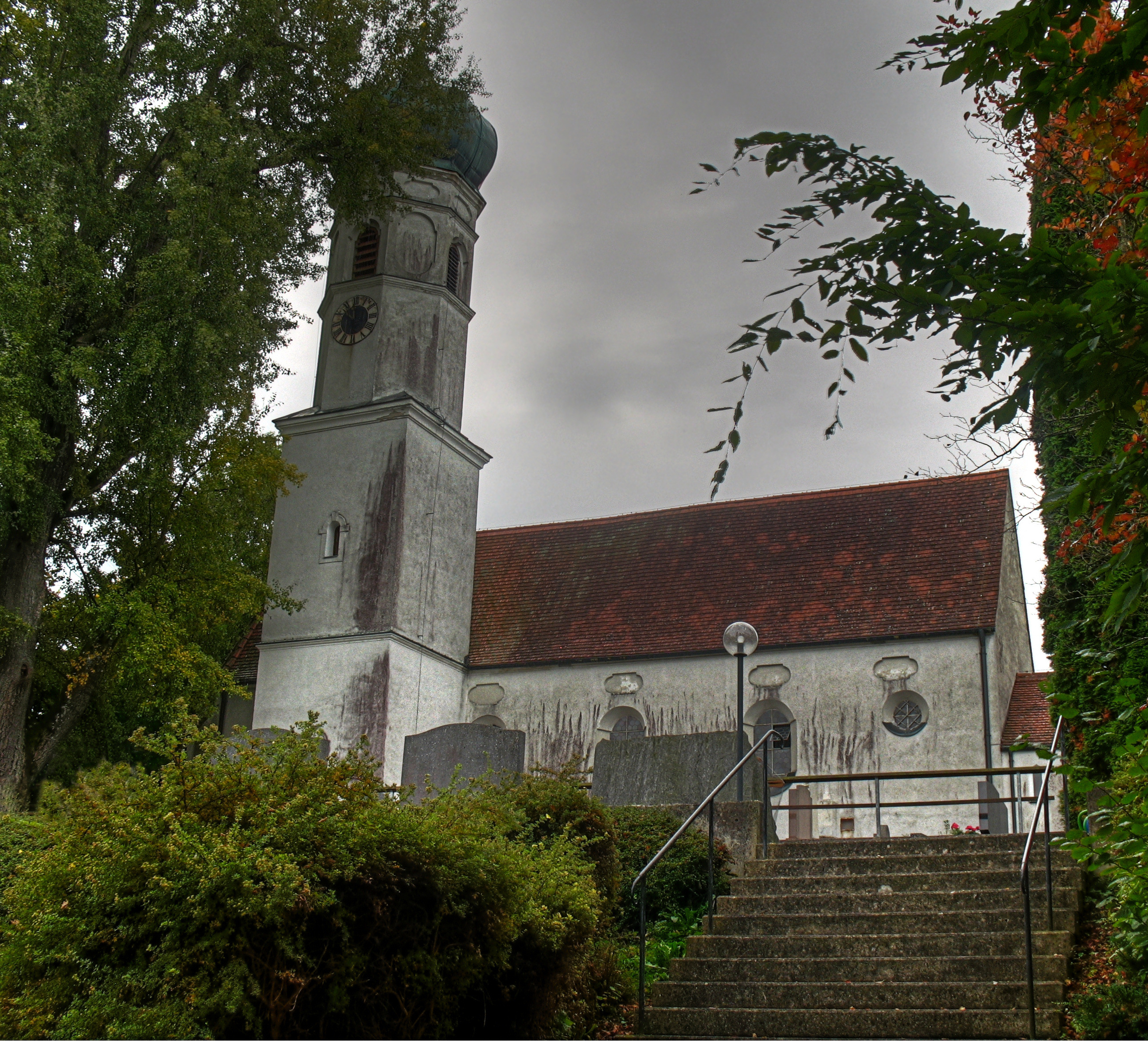
St. Jakob

- Das Schloss Lauterbach liegt, wie auch das kurfürstliche Schloss in Dachau, auf dem in der Landschaft deutlich erkennbaren Rücken eines Moränenhügels, der weit in die Ebene nach Westen vorgeschoben ist.
- Die St.-Jakobus-Kirche mit Hochaltar und zwei Nebenaltären wurde am 27. September 1707 eingeweiht. Das Glasfenster hinter dem Hochaltar zählt zu den bedeutendsten in Oberbayern; es die Wappenschilde der Egloffsteiner, Dachauer und Nußberger. Im Süden befindet sich die angebaute Grabkapelle der Grafen von Hundt. Die Grabplatte des Wiguleus Hund stammt aus der 1803 abgebrochenen Münchner Franziskanerkirche.[3]
- Der Kreuzweg unter einer 300-jährigen Eichenallee führt zu der auf der Anhöhe befindlichen Kirche hinauf.

## Vereine und Soziales
Die Freiwillige Feuerwehr Lauterbach wurde am 1. Januar 1901 gegründet und ist ein aktiver Feuerwehrverein mit regelmäßigen Veranstaltungen.
Weiterhin sind ein Schützenverein („Gemütlichkeit Lauterbach“), Veteranenverein, Gartenbauverein, Tennis- und Tischtennisverein und der katholische Burschenverein in Lauterbach aktiv.